# Maja erdeimókus
A maja erdeimókus (Sciurus yucatanensis) az emlősök (Mammalia) osztályának a rágcsálók (Rodentia) rendjébe, ezen belül a mókusfélék (Sciuridae) családjába tartozó faj.

## Előfordulása
Belize, Guatemala és Mexikó területén honos. Természetes élőhelye a szubtrópusi és trópusi erdők.

## Alfajai
- Sciurus yucatanensis baliolus Nelson, 1901
- Sciurus yucatanensis phaeopus Goodwin, 1932
- Sciurus yucatanensis yucatanensis J. A. Allen, 1877

## Életmódja
Éjjel aktív, fán élő állat. Tápláléka gyümölcsök, csonthéjasok és magvak.

## Szaporodása
Az alom 2-5 kölyökből áll.